# Johann Jakob Jung (Metallurg)

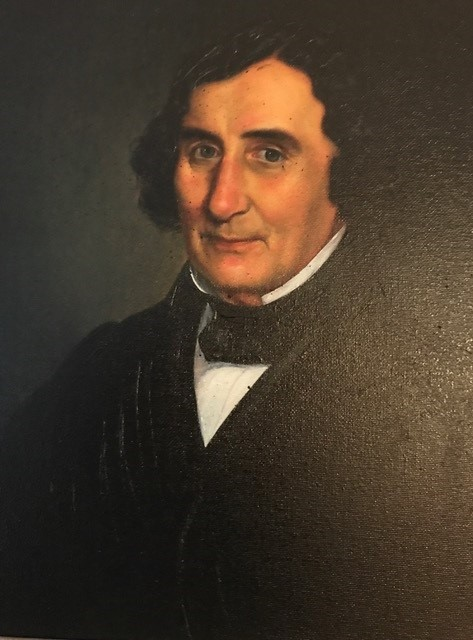
Johann Jakob Jung

Johann Jakob Jung (* 19. Februar 1779 in Müsen; † 16. Januar 1847 in Steinbrücken (Dietzhölztal)) war ein deutscher Hüttenmann in Oranien-Nassau. Johann Jakob Jung legte mit seinen unternehmerischen Aktivitäten den Grundstein für den späteren von seinen Nachkommen gegründeten Hessen-Nassauischen Hüttenverein (1883), der nach Buderus zum größten Montanunternehmen im Lahn-Dill-Gebiet zählte.

## Leben
Die Eltern von Johann Jakob Jung waren Hüttenkommissar Johann Helmann Jung (1734–1809) in Müsen und Marie Christine geb. Meusborn (1741–1814).

### Ausbildung
Johann Jakob Jung folgte dem Beispiel seines Vaters und seiner drei älteren Brüder Johann Justus (1763–1799), Heinrich Wilhelm (1771–1828) sowie Johann Heinrich (1761–1832) und ergriff einen berg- und hüttenmännischen Beruf. Ab 1798 studierte er an der Philipps-Universität Marburg Metallurgie. Sein Onkel Johann Heinrich Jung-Stilling (1740–1817) lehrte dort von 1787 bis 1803 als o. Professor Ökonomie, Kameral- und Finanzwissenschaft; 1792 war er Prorektor der Universität.  Sicherlich hörte Johann Jakob Jung bei seinem Onkel Vorlesungen; denn dieser beschäftigte sich im Rahmen seines Lehrgebiets auch mit den vielfältigen ökonomischen und technologischen Fragen des Stahl- und Eisengewerbes im Siegerland und in Nassau.

### Landesherrschaftlicher Montanbeamter
Nach dem Examen war er zunächst Inspektor der Saline in Bad Salzschlirf. Infolge sinkenden Salzgehaltes wurde sie stillgelegt. Im Dienst von Friedrich Karl zu Sayn-Wittgenstein-Hohenstein war Jung anschließend Bergwerksdirektor in Saßmannshausen und Hüttenverwalter in Steinbrücken. Als Bergrat wurde er 1807 zur Leitung der Michelbacher Hütte berufen. Im Tal der mittleren Aar zwischen Aarbergen, Michelbach und Kettenbach hatte er auch die Emmershäuser Hütte und andere Eisenwerke zu überwachen. 1808 trat er schließlich die Nachfolge seines älteren Bruders Johann Heinrich Jung, der als Hofkammerrat an die Rezeptur Runkel überwechselte, als „Hütteninspektor“ der Eibelshäuser Hütte und Neuhütte (im nachmaligen Lahn-Dill-Kreis) sowie der drei Hämmer in Steinbrücken an, womit er im Dillenburger Raum Fuß fasste. Schließlich wurde Johann Jakob Jung 1815 an die Generaldomänendirektion in Wiesbaden versetzt, um von dort das Berg-, Hütten- und Hammerwesen zu leiten.

### Unternehmer
Johann Jakob Jung nutzte die Möglichkeit zu unternehmerischer Tätigkeit, als die herzoglich nassauische Regierung nach dem Wiener Kongress 1816 begann, die landesherrschaftlichen Hütten- und Hammerwerke privatwirtschaftlich betreiben zu lassen. So schrieb sie seit Februar 1816 die Michelbacher und Emmerhäuser Hütte einschließlich der dortigen Hämmer mehrfach zur Verpachtung aus.  Es folgte im Mai 1816 die Ausschreibung zur Verpachtung der Ebersbacher Hütte (Neuhütte), des Hammers vor dem Teich, des Steinbrücker Zain- und Stabhammers sowie der Eibelshäuser Hütte, die unter der Steinbrücker Hütteninspektion von Johann Jakob Jung standen, und der Haigerschen Hütte mit dem Stabhammer bei Haiger und dem Niederschelder Hammer, die von der Haigerischen Hütteninspektion unter der Leitung von Daniel Kretzmüller verwaltet wurden. Der anvisierte Verpachtungszeitraum betrug 20 Jahre, wobei die Hütten einzeln, die beiden Steinbrücker Hämmer und der Teichhammer jedoch geschlossen abgegeben werden sollten.
Johannes Nassauer von Ebersbach gründete unter Beteiligung von Johann Jakob Jung im August 1816 eine Gewerkschaft (Bergbau) zur Übernahme der Eibelshäuser und Ebersbacher Hütte sowie der beiden Steinbrücker Hämmer sowie des Teichhammers. Nassauer und seine Gewerkschaft konnten sich gegenüber ihrem Mitbewerber Friedrich Karl zu Sayn-Wittengestein Hohenstein (1766–1837) [Verweis auf Wikipedia] durchsetzen. Der Übernahmevertrag kam am 5. August 1816 zustande und die jährliche Pachtsumme betrug 5.030 Gulden. Die Herzoglich Nassauische Rezeptur in Dillenburg versteigerte im Januar 1818 die noch aus der Zeit der Dominalverwaltung befindlichen restlichen Eisenvorräte der Eibelshäuser und Ebersbacher Hütte.
J.J. Jung leitete nun als privater Unternehmer das bislang von ihm als landesherrschaftlicher Hütteninspektor geführte Hochofenwerk zu Eibelshausen sowie die Steinbrücker- und den Teichhammer. Er konzentrierte in der Folgezeit seine Arbeit auf die Eibelshäuser Hütte, deren Zustand und Betrieb mehrfach in amtlichen Berichten lobend hervorgehoben wurden:

„Auf die Eibelshäuser Hütte scheint alle Sorgfalt angehäuft zu sein, welche bei allen übrigen Werken so sehr vermisst wird. Der Hüttenbau und die erforderlichen Kohlenschoppen, Eisensteinplätze und sonstige Betriebe sind nicht allein in den gehörigen Dimensionen und dauerhaft gebaut, sondern auch wirklich vollkommen unterhalten. Es war das letzte Eisenwerk, welches ich in Augenschein genommen habe, allein eine ganz neue Erscheinung. Ich fand hier einen guten Hüttenbetrieb und Materialien und Fabrikate im Überfluss. Aus welcher Quelle das Betriebskapital, welches der Hütteninspektor für diese Hütte und die drei Hämmer angelegt hat, geflossen ist, habe ich nicht in Erfahrung bringen können, allein wenn derselbe seine geäußerten Grundsätze nachhaltig auszuführen im Stande ist, so glaube ich zuversichtlich, dass derselbe zu seinem eigenen Vorteil die Eisenwerke in besserem Zustand übergeben wird, als er sie übernommen hat.“

Die unter seiner Leitung stehenden Einrichtungen verzeichneten einen unternehmerischen Erfolg, wohingegen die Ebersbacher Hütte (Neuhütte) unter der Aufsicht von Nassauer und der weiteren Gesellschafter erhebliche Mängel aufwies, die das Betriebsergebnis des Gesamtunternehmens negativ belasteten. Die Gewerkschaft löste sich infolge dieser wirtschaftlichen Schwierigkeiten wieder auf. Die Ausschreibung zum Kauf oder zur Verpachtung der Neuhütte bei Straßebersbach erfolgte im Juli 1821 und am 20. August sollte die öffentliche Versteigerung unter der Leitung des zuständigen Schultheißen Wilhelm Christian Speck in Straßebersbach stattfinden. Speck bewarb sich mit seinem Geschäftspartner Carl Groos selbst um diese Hütte und beide erhielten von der Herzoglich Nassauischen Rezeptur in Dillenburg den Zuschlag.
Johann Jakob Jung führte schließlich seit 1821 die Eibelshäuser Hütte und den Teichhammer sowie die Stab- und Zainhämmer zu Steinbrücken alleine, womit er den unternehmerischen Grundstein für den späteren Hessen-Nassauischen Hüttenverein legte. Eine öffentliche Ausschreibung scheint es nicht gegeben zu haben, da das Nassauer Intelligenzblatt als offizielles Behördenorgan keine entsprechende Anzeige enthält. J.J. Jung erwarb zusätzliche Gruben auf den ausgedehnten Roteisensteinlagern des Schelder Waldes. Zudem besaß Jung ein Anrecht auf Eisensteinlieferungen aus den Dominalgruben.
Als sein Vertrag 1833 auslief, schrieben die nassauischen Behörden im Oktober desselben Jahres die Eibelshäuser Hütte zur erneuten Verpachtung für eine Laufzeit von zwanzig Jahren aus. Es folgten im März des darauffolgenden Jahres 1834 zwei weitere öffentliche Bekanntmachungen. Die überlieferten Quellen enthalten allerdings keine Informationen, warum die Hütte mehrfach zur Verpachtung annonciert wurde. Vielleicht hofften die nassauischen Behörden, den Bewerberkreis durch die wiederholten Ausschreibungen erweitern zu können, um möglichst vorteilhafte Konditionen herausholen zu können. J.J. Jung gelang es schließlich am 24. März 1834, die Hütte und die angeschlossenen Steinbrücker Hämmer erneut für zwanzig Jahre zu pachten. Als der Vertrag Anfang der 1850er Jahre auslief, setzte sich die Familie Jung bei den Neuverpachtung gegen ihre Mitbewerber von der Adolphshütte Frank & Giebler durch. Die Eibelshäuser Hütte und die Steinbrücker Hämmer gingen schließlich 1865 in den vollständigen Besitz der Familie Jung über.
J.J. Jung konnte aufgrund seiner unternehmerischen Fähigkeiten die Eibelshäuser Hütte und Steinbrücker Hämmer erfolgreich durch die konjunkturell wechselhaften Zeiten der 1820er, 30er und 40er Jahre führen. Andere Pächter der vormaligen landesherrlichen Hütten und Hämmer hatten weniger wirtschaftlichen Erfolg. Der Sohn und Nachfolger als Hütteninspektor seines ehemaligen Kollegen und Hütteninspektors zu Haiger Daniel Kretzmüller Carl Kretzmüller, der das Gelände bei der ehemaligen die Eisenhütte bei Burg gepachtet und dort ein Hochofenwerk mit einem Band- und Stabhammer errichtet hatte, ging bereits 1821 völlig überschuldet in Konkurs und sein Privatvermögen bestehend aus einem dreistöckigen Wohnhaus, einer dreistöckigen Stallung und einer großen Scheune reichte keineswegs zur Deckung der angelaufenen Schulden aus.
Auch Wilhelm Christian Speck und Carl Groos mussten hoch verschuldet 1845 die Neuhütte wieder aufgeben. Sie wurde im November und nochmals im Dezember des Jahres zur weiteren Verpachtung ausgeschrieben. Obwohl J.J. Jung bei der ersten Ausschreibung den Zuschlag von den regionalen Behörden im Dezember des Jahres erhielt, lehnte die übergeordnete Herzogliche General-Domänendirektion eine Übernahme aus bisher nicht bekannten Gründen durch Jung ab. Er ließ sich, trotz dieses Rückschlages, nicht entmutigen, sein Unternehmen um eine weitere Hütte zu erweitern. Johann Jakob Jung plante nun, ein neues Hüttenwerk im noch waldreichen Fürstentum Wittgenstein zu errichten. Nach seinem Ableben im Januar 1847 führte seine Ehefrau Amalie als alleinige Erbin des Jung’schen Unternehmens mit der Unterstützung ihrer Söhne und Schwiegersöhne dieses Vorhaben zielgerichtet zum Erfolg. Das neue Hochofenwerk entstand 1849/50 auf dem Gelände des Niederlaaspher Hammers, den die Familie Jung im Oktober 1847 aus dem Besitz des Fürsten Alexander von Sayn-Wittgenstein-Hohenstein (1801–1874) für 4.695 Taler erwerben konnte. Der erste Abstich erfolgte am 16. Februar 1850 in Anwesenheit von Amalie Jung, und ihr zu Ehren erhielt die Hüttenanlage den Namen Amalienhütte, die den vorhandenen Hammer mit Roheisen versorgte.

## Politische Aktivitäten
Johann Jakob Jung engagierte sich neben seinen unternehmerischen Aktivitäten auch auf politischer Ebene in der Landesdeputiertenversammlung. Die Landstände des Herzogtums Nassau bestanden bis zur Deutschen Revolution 1848/49 aus zwei Kammern. Die erste Kammer oder Herrenbank setzte sich aus dem Kreis der herrschenden herzoglichen Familie und dem Adel zusammen. Die zweite Kammer oder Landesdeputiertenversammlung bildeten die Grundbesitzer und Gewerbetreibenden, die entsprechend dem im Herzogtum Nassau geltenden Zensuswahlrecht eine bestimmte Höhe an Steuerleistungen nachweisen mussten. Die wahlberechtigten Gewerbetreibenden stellten drei Abgeordnete. Johann Jakob Jung gehörte im Januar 1818 mit Johannes Nassauer aus Ebersbach aufgrund ihres gemeinsamen Unternehmensvermögens zu den Mitgliedern der Wahlversammlung für den nassauischen Landtag aus dem Kreis der Gewerbetreibenden für das Amt Dillenburg. Diese gemeinsame Steuerveranlagung lässt die Schlussfolgerung zu, dass J.J. Jung ein gleichberechtigter Geschäftspartner von Johannes Nassauer und nicht, wie in der einschlägigen Literatur häufig zu lesen ist, nur ein untergeordneter Teilhaber war.
Johann Jakob Jung wurde dann für die zweite Wahlperiode von 1825 bis 1831 von den Gewerbetreibenden zu einem ihrer drei Abgeordneten bestimmt. Der „Specialausschuss“ des nassauischen Landtages zur Überprüfung der ordnungsgemäßen Wahl der Deputierten befand, dass sich Jung „als neu eingetretener Deputierter, …, nach den Acten, über seine Befähigung zu Uebernahme der Abgeordnetenstelle gebührend ausgewiesen“ hat. Jung trat in der Sitzungsperiode für das Jahr 1828 zur Wahl als Präsident der Deputiertenversammlung an; er bekam allerdings weit abgeschlagen hinter den anderen Kandidaten nur zwei Stimmen, die wahrscheinlich von den beiden anderen Abgeordneten aus dem Kreis der Gewerbetreibenden stammten. Die Deputiertenversammlung wählte ihn jedoch zu einem ihrer beiden „Secretäre“ (Schriftführer) und er behielt dieses Amt bis zu seinem Ausscheiden aus der Landesversammlung im Jahre 1831.
Jung vertrat die Interessen der Gewerbetreibenden im nassauischen Landtag.  So setzte er sich sofort im ersten Jahr seiner Deputiertentätigkeit 1825 für eine Reform der Berg- und Hüttenverwaltung ein. Er forderte eine einheitliche rechtliche Grundlage für den Bergwerksbesitz und -betrieb mit der Anlegung von einschlägigen Bergbüchern und deren ordnungsgemäße Führung, sodass es bei Rechtsstreitigkeiten verbindliche Dokumente gab. Zudem zeigte er seine sozialpolitische Verantwortung, indem er sich für die Einrichtung einer Knappschaft zur sozialen Absicherung der Bergleute einsetzte. Er verweis in diesem Zusammenhang auf das Vorbild der anderen großen deutschsprachigen Montanreviere, wo diese Einrichtungen bereits seit dem ausgehenden 18. Jahrhundert bestanden, und kritisierte damit indirekt die Rückständigkeit Nassaus in dieser zentralen sozialen Frage. Die Landesdeputiertenversammlung nahm seinen Antrag in der darauffolgenden Sitzungsperiode des Jahres 1826 einstimmig an.
Des Weiteren befürwortete er 1831 den Beitritt Nassaus zum Zollverein, da die einheimische Eisenindustrie auf den Export in die benachbarten Zollvereinsstaaten angewiesen sei und sich ihre Lage bei einer Fortsetzung der zollpolitischen Isolationspolitik der nassauischen Regierung immer mehr verschlechtern würde. Die Deputierten lehnten jedoch mit einer großen Mehrheit von siebzehn gegen drei Stimmen einen Beitritt zum „Königlich-Preußischen Zollverein“ ab, da sie sich davon keine Vorteile für die Nassauer Wirtschaft versprachen. Jung vertrat die Interessen des exportorientierten Eisengewerbes, wohingegen die allermeisten Deputierten sich für das traditionelle und eher rückständige Kleingewerbe einsetzten, dass gegenüber der ausländischen Konkurrenz im Zollverein hätte kaum bestehen können.
Johann Jakob Jung war schließlich für die dritte Wahlperiode von 1832 bis 1839 erneut Mitglied der Wahlversammlung. Er lag mit seinem Steuersatz nach Carl Heinrich Jüngst von der Haigerhütte an zweiter Stelle der vermögenden Gewerbetreibenden im Amt Dillenburg. Die bislang bekannten Quellen geben keine Auskunft darüber, ob Johann Jakob Jung erneut zur Wahl als Vertreter der Gewerbetreibenden angetreten war. Er war seit der dritten Wahlperiode kein Abgeordneter mehr im nassauischen Landtag.  J.J. Jung zählte für die vierte Wahlperiode von 1839 bis 1846 wieder zu den Mitgliedern der Wahlversammlung aus dem Kreis der Gewerbetreibenden. Allerdings müssen die letzten Jahre für ihn wirtschaftlich nicht so erfolgreich gewesen sein. Sein Steuersatz erreichte nicht mehr den Wert von 1832 und er lag nur noch an vierter Stelle der vermögenden Gewerbetreibenden im Amt Dillenburg. J.J. Jung zählte für die fünfte Wahlperiode von 1846 erneut zu den Mitgliedern der Wahlversammlung aus dem Kreis der Gewerbetreibenden. Er konnte diesmal auf sehr erfolgreiche wirtschaftliche Jahre zurückblicken, da sich sein Steuersatz gegenüber 1839 mehr als verdoppelt hatte und J.J. Jung nun wieder an zweiter Stelle der vermögenden Gewerbetreibenden im Amt Dillenburg stand.

## Familie und Kinder

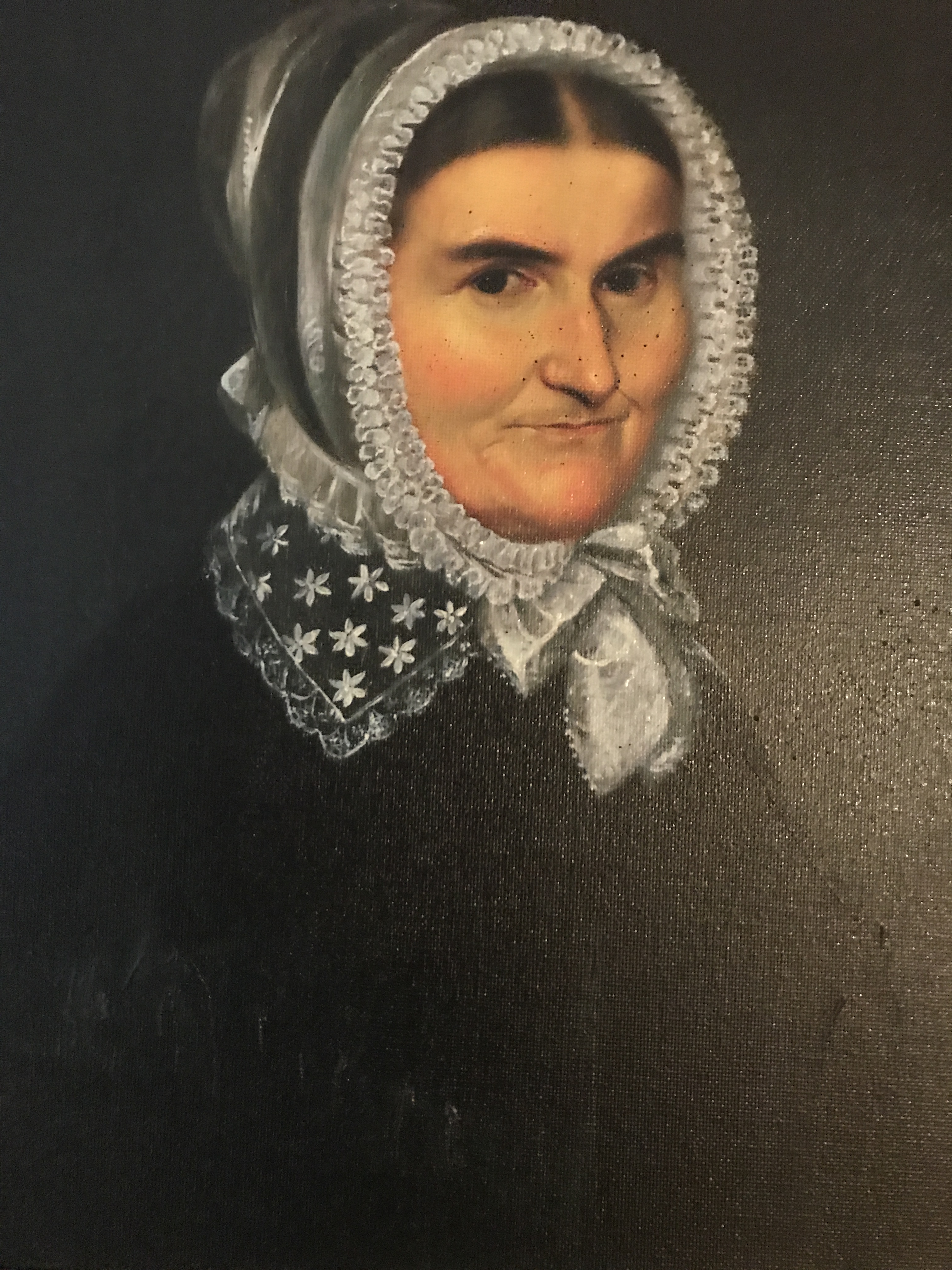
Catharina Amalie Jung

Friedrich, Ferdinand, Julius, Gustav August und Jakob Jung

Das Paar Johann Jakob und Amalie Jung ist beerdigt unter zwei sich umschlingenden Ulmen am Eingang zur Dorfkirche von Steinbrücken (Dietzhölztal).
Johann Jakob Jung war ein Enkel von Johann Heinrich Jung (Bergmeister). Johann Heinrich Jung-Stilling war ein Onkel. Gustav Jung (Eisenhüttenunternehmer) ist einer seiner Enkel. Johann Jakob Jung heiratete am 19. März 1805 Catharina Amalie Becker, die am 2. März 1782 in Dillenburg als Tochter des nassauischen Prokurators Carl Christian Becker (1742–1802) und seiner Ehefrau Catharine Elisabeth Arnoldin geboren wurde. Die Vorfahren der Familie Becker gehen bis auf den Wittenberger evangelischen Theologen und Reformator Caspar Crutziger dem Älteren (1504–1548) zurück und waren auch indirekt mit der Familie des Reformators Martin Luther (1483–1546) verwandt. Dessen ältester Sohn Johannes (1526–1575) heiratete Crutzigers Tochter Elisabeth (1526/29–1558) im Jahre 1551/55.
Bereits zwei ältere Schwestern von Amalie Becker – Agnes (1757–1814) und Luise Philippine (1775–1837) – hatten seine älteren Brüder Johann Heinrich und Heinrich Wilhelm geheiratet. Das Ehepaar Johann Jakob und Amalie Jung bekam fünf Töchter und fünf Söhne:
1. Louise Henriette Jakobine, die am 14. April 1806 in Salzschlirf geboren wurde und am 20. Juni 1877 in Dietzhölztal-Steinbrücken verstarb. Sie heiratete am 15. Oktober 1830 in Dietzhölztal-Steinbrücken den Hüttenverwalter Georg August Herwig zu Steinbrücken, der am 20. Juli 1798 in Karlshafen geboren wurde und am 18. August 1859 in Dietzhölztal-Steinbrücken verstarb.
2. Marianne Karoline, die am 4. September 1807 in Saßmannshausen geboren wurde und am 18. Mai 1878 in Siegen verstarb. Sie heiratete am 30. November 1828 in Steinbrücken den Pfarrer zu Fischelbach und später zu Feudingen Friedrich Christian Vogel, der am 17. März 1800 in Neuhütte geboren wurde und am 26. März 1882 in Siegen verstarb.[A 3][A 4]
3. Wilhelmine Katherina, die am 9. März 1809 in Dietzhölztal-Steinbrücken, geboren wurde und am 3. Dezember 1864 in Breuna verstarb. Sie heiratete am 21. Juli 1840 in Dietzhölztal-Steinbrücken den Pfarrer Hermann Adolf Rohde, der am 31. Mai 1808 in Meiningen geboren wurde und am 13. September 1884 in Breuna verstarb.
4. Jakob Ferdinand, der am 6. Januar 1811 in Dietzhölztal-Steinbrücken, geboren wurde und am 21. Dezember 1883 in Gießen verstarb. Er ehelichte am 7. Oktober 1845 in Dietzhölztal-Steinbrücken Caroline Josefine Stifft, die am 11. Dezember 1822 in Dillenburg geboren wurde und am 13. Februar 1892 in Wetzlar-Niedergirmes verstarb. Sie war die Tochter des Kirchenrats Johann Heinrich Stifft (1779–1851), der aus einer alteingesessenen Siegener Bergbeamten- und Unternehmerfamilie stammte, und seiner Ehefrau Caroline (1796–1824), eine gebürtige Pagenstecher. Ihr Vater, Andreas Alexander Pagenstecher (1757–1841), war Vizepräsident der Rechnungskammer zu Wiesbaden und Mitglied des Staatsrates und ihre Mutter war Maria Elisabeth Amalie, eine geborene Schenck (1770–1830).
5. Amalie, die am 7. August 1812 in Dietzhölztal-Steinbrücken geboren wurde und am 18. August 1860 in Dietzhölztal-Steinbrücken verstarb. Sie heiratete am 26. April 1838 in Dietzhölztal-Steinbrücken den Pfarrer Friedrich Adam Elias Conrad, der am 3. Oktober 1805 in Dillenburg geboren wurde und am 14. Mai 1841 in Strinz verstarb.
6. Jakob Hermann, der am 2. August 1814 in Dietzhölztal-Steinbrücken geboren wurde und dort am 17. September 1890 verstarb. Er heiratete am 16. Dezember 1847 in Laasphe-Fischelbach Luise Autschbach, die am 8. November 1824 in Fischelbach geboren wurde und am 22. Dezember 1861 in Dietzhölztal-Steinbrücken verstarb.
7. Julie, die am 21. Juni 1817 in Dietzhölztal-Steinbrücken geboren wurde und dort am 20. Februar 1820 verstarb.
8. Friedrich Karl, der am 22. April 1820 in Dietzhölztal-Steinbrücken geboren wurde und am 13. März 1902 in Dillenburg verstarb. Er heiratete am 7. Februar 1861 in Breuna Adelheid Margarethe Friederike Hellwig, die am 11. Januar 1841 in Kassel-Zierenberg geboren wurde und am 3. Oktober 1929 in Dillenburg verstarb.
9. Julius Wilhelm Albert Christian, der am 26. März 1822 in Dietzhölztal-Steinbrücken geboren wurde und am 9. Februar 1892 in Wiesbaden verstarb. Er ehelichte am 12. September 1856 in Breuna Emilie Juliane Fanny Molter, die am 9. Dezember 1837 in Hanau geboren wurde und am 10. Dezember 1900 in Kassel verstarb.
10. Gustav August Jung, der am 10. Dezember 1824 in Dietzhölztal-Steinbrücken geboren wurde und am 20. Mai 1904 in Amalienhütte verstarb. Er heiratete am 27. November 1849 in Dietzhölztal-Steinbrücken Luise Christiane Sophie Schmidt, die am 11. Juli 1827 in Laasphe geboren wurde und am 3. November 1906 in Amalienhütte verstarb.[34]

Johann Jakob Jung legte den Grundstein für das spätere so bekannte Familienunternehmen Hessen-Nassauischer Hüttenverein. Seine Kinder bzw. deren Ehepartner teilten sich in sieben gleichberechtigte Erblinien auf: Pfarrer Friedrich Vogel zu Laasphe, 2. Ferdinand Jung zu Dillenburg, 3. Jakob Jung und 4. Friedrich Jung beide zu Steinbrücken, 5. Julius Jung und 6. Gustav I. Jung beide zu Amalienhütte sowie 7. Julius Conrad zu Steinbrücken. Diese sieben Erblinien und deren Nachkommen bestimmten die weitere unternehmerische Entwicklung des Hessen-Nassauischen Hüttenvereins. Allerdings erschwerte in der Folge die immer weiter fortschreitende Erbteilung innerhalb der sieben Stämme den wirtschaftlichen und finanziellen Handlungsspielraum des HNHV als Gesamtunternehmen zunehmend ein.